# Friedrich Schröter

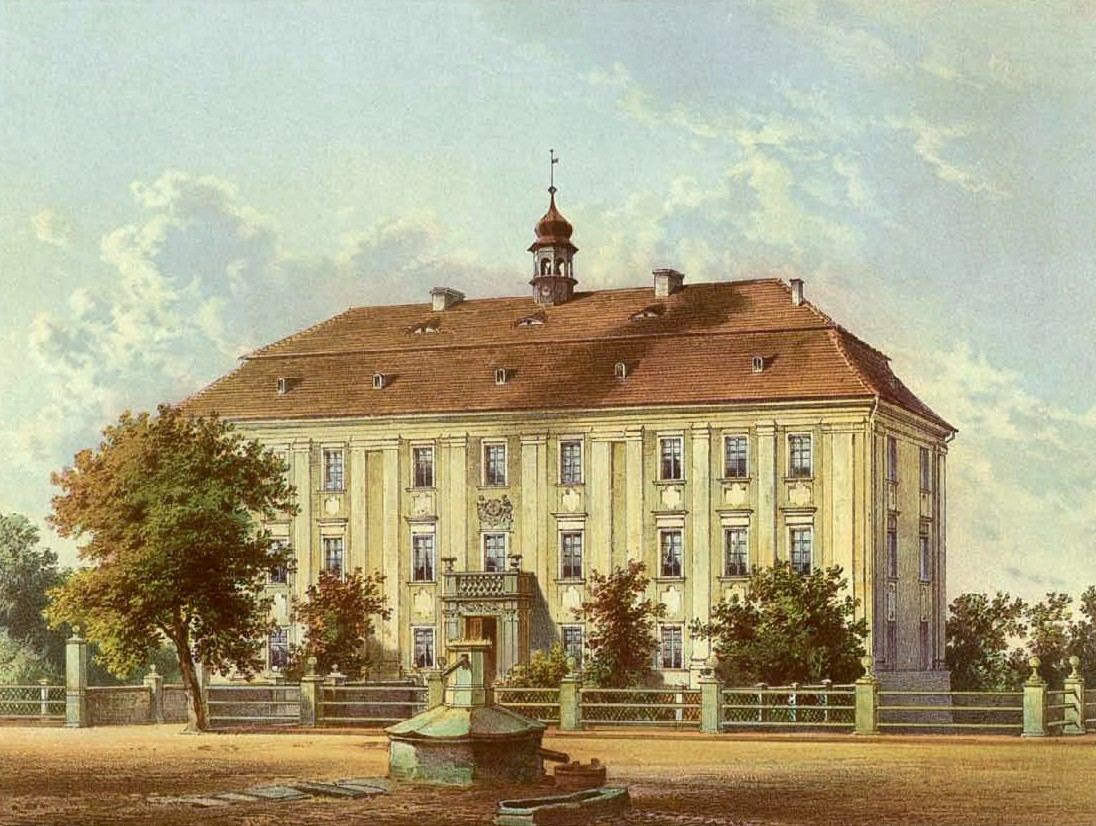
Rittergut Wättrisch um 1870, Sammlung Alexander Duncker

Friedrich Schröter (* 7. Oktober 1820 in Schönjohnsdorf, Landkreis Strehlen, Provinz Schlesien; † 1888) war ein Rittergutsbesitzer und Reichstagsabgeordneter.

## Leben
Schröter besuchte das Gymnasium in Breslau und die Artillerie- und Ingenieur-Schule und Kriegsakademie in Berlin. Bis 1863 war er aktiver Artillerieoffizier, zuletzt als Major, von da ab Landwirt und Rittergutsbesitzer auf Schloss Wättrisch im Kreis Nimptsch in der Provinz Schlesien. Die hiesigen bürgerlichen Vorbesitzer waren Johann Adolph Anton Seydel und Heinrich Gustav Hoffmann.
Von 1871 bis 1874 war er Mitglied des Deutschen Reichstags für den Wahlkreis Regierungsbezirk Breslau 5 (Ohlau-Strehlen-Nimptsch) und die Deutsche Reichspartei. Daneben war er Schiedsmann in seinem Wohnort.
Friedrich Schröter wurde 1880 Mitglied im Schlesischen Forstverein und unterstützte als Mitglied ebenso die Schlesische Gesellschaft für vaterländische Kultur.